# Liste der Naturdenkmale im Landkreis Fulda
Die Liste der Naturdenkmale im Landkreis Fulda nennt die Listen der 300 in den Städten und Gemeinden im Landkreis Fulda in Hessen gelegenen Naturdenkmale.
| Ort                        | Liste                                                 | Anzahl der Naturdenkmale |
| -------------------------- | ----------------------------------------------------- | ------------------------ |
| Bad Salzschlirf            | Liste der Naturdenkmale in Bad Salzschlirf            | 02                       |
| Burghaun                   | Liste der Naturdenkmale in Burghaun                   | 09                       |
| Dipperz                    | Liste der Naturdenkmale in Dipperz                    | 04                       |
| Ebersburg                  | Liste der Naturdenkmale in Ebersburg                  | 06                       |
| Ehrenberg (Rhön)           | Liste der Naturdenkmale in Ehrenberg (Rhön)           | 09                       |
| Eichenzell                 | Liste der Naturdenkmale in Eichenzell                 | 11                       |
| Eiterfeld                  | Liste der Naturdenkmale in Eiterfeld                  | 21                       |
| Flieden                    | Liste der Naturdenkmale in Flieden                    | 08                       |
| Fulda                      | Liste der Naturdenkmale in Fulda                      | 87                       |
| Gersfeld (Rhön)            | Liste der Naturdenkmale in Gersfeld (Rhön)            | 11                       |
| Großenlüder                | Liste der Naturdenkmale in Großenlüder                | 11                       |
| Hilders                    | Liste der Naturdenkmale in Hilders                    | 11                       |
| Hofbieber                  | Liste der Naturdenkmale in Hofbieber                  | 14                       |
| Hosenfeld                  | Liste der Naturdenkmale in Hosenfeld                  | 03                       |
| Hünfeld                    | Liste der Naturdenkmale in Hünfeld                    | 19                       |
| Kalbach                    | Liste der Naturdenkmale in Kalbach                    | 10                       |
| Künzell                    | Liste der Naturdenkmale in Künzell                    | 07                       |
| Neuhof (bei Fulda)         | Liste der Naturdenkmale in Neuhof (bei Fulda)         | 12                       |
| Nüsttal                    | Liste der Naturdenkmale in Nüsttal                    | 10                       |
| Petersberg (Hessen)        | Liste der Naturdenkmale in Petersberg (Hessen)        | 10                       |
| Poppenhausen (Wasserkuppe) | Liste der Naturdenkmale in Poppenhausen (Wasserkuppe) | 02                       |
| Rasdorf                    | Liste der Naturdenkmale in Rasdorf                    | 04                       |
| Tann (Rhön)                | Liste der Naturdenkmale in Tann (Rhön)                | 19                       |

## Hinweis
Die für Naturdenkmale zuständige untere Naturschutzbehörde ist in der Sonderstatusstadt Fulda bei der Stadt Fulda, für die übrigen Kommunen beim Landkreis Fulda angesiedelt.

## Belege
1. ↑  
Bericht an den Kreistag zu TOP II.22 der Kreistagssitzung am 07.06.2010. Naturdenkmale im Landkreis Fulda. (pdf; 866 kB) Der Kreisausschuss Landkreis Fulda, 7. Juni 2010, S. 1, abgerufen am 24. Januar 2016.
2. 1 2  
Bäume und Naturdenkmale. www.fulda.de, archiviert vom Original (nicht mehr online verfügbar) am 15. Februar 2016; abgerufen am 6. Februar 2016.